# Алиун Папа Диуф
Папа Алиун Диуф (на френски: Papa Alioune Diouf) е сенегалски футболист, нападател. Роден на 22 юни 1989 г. в Дакар, Сенегал. Състезател на Калмар ФФ, шампион на България с отбора на Литекс за сезон 2010/11.

## Кариера
Папа Диуф започва професионалната си кариера през 2008 г. в клуба от родината си Туре Кунда. След един сезон преминава в Дакар Юнивърсити, с чиято фланелка се превръща в една от звездите на елитното първенство в африканската държава и е извикан в националния отбор. Диуф дебютира за Сенегал на 10 май 2010, когато влиза като резерва в контролна среща с Мексико. Папа Диуф се превръща в ключова фигура за националния отбор по време на последния франкофонски турнир, на който отбелязва гол срещу Буркина Фасо.
През януари 2011 г. Диуф идва на проби в Литекс (Ловеч) и след триседмичен престой е одобрен от наставника на „оранжевите“ Любослав Пенев. Литекс привлича нападателя като преотстъпен до края на сезона, с опция да го закупи, ако треньорското ръководство е доволно от изявите му. Дебютът му в А група е на 27 февруари 2011 и е увенчан с гол за победата с 3:0 при гостуването на Миньор (Пк.). Шампион на България с отбора на Литекс за сезон 2010/11. След края на шампионата ръководството на „оранжевите“ не му предлага постоянен договор и сенегалеца се прибира в родината си. От края на август 2011 е продаден на шведския елитен Калмар. Договорът му с Калмар ФФ е до края на 2015 година. 
През ноември 2012 г.е извикан в националния отбор на Сенегал и влиза в игра второто полувреме, в приятелски мач срещу Нигер.

## Успехи
Литекс Ловеч
- Шампион (1): 2010-11